# Avernal
Avernal est un groupe de death 'n' roll argentin, originaire de Quilmes, dans la province de Buenos Aires.
Au total, le groupe compte sept albums studio, le dernier en date étant La Quimera de la perfección, publié le 3 mars 2016. Avernal est considéré par la presse spécialisée comme l'un des groupes les plus imposants d'Argentine ; ils ont effectué nombre de tournées en Amérique du Sud et joué avec des groupes de renom internationaux tels qu'Entombed, Mötley Crüe et Jesus Martyr.

## Biographie
Le groupe est formé en 1993 Quilmes, dans la province de Buenos Aires. Il se compose de Cristian Rodríguez (chant), Fede (guitare), Francisco Cañardo (basse), Germán Rodríguez (batterie) et Sebastián Barrionuevo (guitare). En 2016, le groupe publie son septième album studio, La Quimera de la perfección.

## Style musical
Pendant ses débuts, Avernal joue du death metal, en particulier sur No Hope et III. Au fil des années, le groupe change de style, en particulier sur Miss Mesias, jouant du stoner et death 'n' roll.

## Discographie
- 1997 : Avernal
- 2001 : No Hope
- 2003 : III
- 2006 : El Sangriento
- 2009 : Miss Mesias
- 2011 : Requiem para los rebeldes/ Necrología Pt.1
- 2016 : La Quimera de la perfección